# ポリティカル・コンパス

the Political Compass Organisation が提唱するチャート。いくつかの競合するモデルの1つで、縦横の各軸は -10 から +10 の度合いがある。このチャートでは、横軸が経済面で右側が右派、左側が左派で、縦軸が社会面で上側が権威主義、下側が自由主義で、2軸により4分類している。

ポリティカル・コンパス（英語: political compass）は、政治思想の傾向（政治的スペクトル）を点数化して二次元座標に表したもの。

## 概要
最初にこのような趣向を取り入れたのは、1970年の書籍"Floodgates of Anarchy"（著者：アルバート・メルツァー、スチュアート・クリスティー）であるが、ポリティカル・コンパスという語は同名のウェブサイトにちなむ。このサイトでは、政治思想を、経済（左派の管理経済、右派の自由放任経済）と社会（権威主義、非権威主義）に分け、その二つに関する択一式の質問を行う。あくまでアメリカの政治思想が基になっているため、中絶反対は右派、国営企業賛成は左派となる。質問の答えには点数が割り振られており、各回答の点数を集計して数値を座標上に表示する。